# House progressivo
House progressivo é um estilo de house caracterizado pela progressão musical nas melodias e linhas e baixo. Possui elementos similares ao trance. O estilo se desenvolveu inicialmente no Reino Unido, baseado nos estilos de house music nos Estados Unidos e de outros países europeus na década de 1980 e 1990.

## História
O termo foi criado por Dom Phillips, editor Mixmag, e as origens do estilo estão no começo da década de 1980, no Reino Unido. O primeiro trabalho que levou este nome é o "Not Forgotten", o primeiro single do Leftfield (que posteriormente passou a fazer um som mais voltado ao electro, dub e techno).
Logo em seguida, apareceram na Inglaterra vários discos com a mesma proposta: pegar o house estado-unidense e torná-lo mais diversificado, abusando de efeitos de estúdio, de acordes agressivos e arranjos sofisticados. As principais inspirações eram o dub e o trance, que estava nascendo na Europa. O progressivo surgiu como oposição ao breakbeat hardcore do The Prodigy e Altern 8, que dominavam as festas naquele tempo, virando mania nos clubes ingleses.
Por volta de 1994, ele deu uma saturada, pois parte dele ficou andando em círculos enquanto a outra havia sido comercializado demais e podia-se ouvir seus timbres em várias composições da parada pop inglesa. Artistas como Leftfield, Underworld e Slam, que no começo alavancaram o house progressivo, estavam buscando outro rumos.
Em 1998, é lançado Scared, do Slacker, e com isso o termo "progressivo" volta à cena. Sasha, com seus remixes e long sets, abandonava de vez o trance, que caracterizou seus sets entre 1994 e 1998, e investia num som mais trabalhado, de evoluções harmônicas mais discretas. E, em Londres, Digweed alavanca seu projeto "Bedrock", que era o nome do seu clube semanal, selo e o projeto de estúdio. Esse último teve Heaven Scent como um dos melhores singles do ano. Na seqüência, Lee Burridge, Craig Richards e Danny Howels vêem suas carreiras decolar, os dois primeiros graças a Tyrant, festa de Sasha, onde eram residentes; e o último graças a Bedrock, clube onde era residente. Enquanto isso o selo de Digweed lançava singles de primeira, como os de Jimmy Van M, Austin Leeds, Moonface e Steve Lawler, além do seu Bedrock, com "Voices". A gravadora Bedrock Records lançou uma série de álbuns “Bedrock’s ‘Compiled and Mixed’” com artistas como Chris Fortier, John Creamer & Stephane K. Artista australiano, Luke Chable é conhecido por seu remix seminal de 2003, "You Are Sleeping (Luke Chable Vocal Pass)".
Outro responsável pela volta do house progressivo foi o alemão Timo Maas, como sua versão de Dooms Night para Azzido da Bass, além de seus próprios singles como "Ubik", "Riding on a Storm", "The Dance" e "Der Scheiber". Outros nomes são Ramiro Moreno, Chab, Lemon8, Lexicon Avenue, Saeed and Palash,  Hernán Cattaneo. Nick Warren, Anthony Pappa, Peace Division, Cass & Slide, Tilt, FC Kahuna, Medway, James Holden, Schiller, DJ Remy, John Debo, Steve Porter e Sander Kleinenberg.